# Савельєв Лев Ісомерович
Лев Ісомерович Савельєв (рос. Лев Исомерович Савельев, до 1940 р. — Соловейчик; 19 листопада 1905, Суми, Харківська губернія, Російська імперія — 23 травня 1989, Москва, РРФСР, СРСР) — радянський публіцист, військовий письменник, редактор, журналіст. Член Спілки журналістів СРСР та літературного фонду СРСР.

## Життєпис
Народився 19 листопада 1905 року в місті Суми Харківської губернії (нині — Сумська область України) у родині заготівельника взуття Ісомера Лейбовича Соловейчика, засудженого за участь у «таємному товаристві Харківської соціал-демократичної робітничої спілки ремісників».
У 1915 р. вступив до Сумського комерційного училища, закінчивши його в 1921 р. У тому ж році вступає до індустріально-технічної профшколи на будівельне відділення, закінчивши навчання в 1924 р.
З 1921 року працював секретарем судної частини у Сумському окружному ревтрибуналі.
У 1925-1930 pp. співпрацював із газетою «Плуг і молот» на посаду штатного репортера.
У 1930-1935 pp. випускав сімферопольську газету «Червоний Крим».
Пізніше працював завідувачем редакції газети «За комуністичну освіту» у м. Москві (1935–1937).
Був короткостроковим репортером газети «Ізвєстія» (1937), літературним працівником відділу культури та побуту газети «Червона зірка» (1937-1943), відзначався роботою редактора у Військовому видавництві (1943-1946).
З 1946 на літературній роботі, писав також під псевдонімами Л.С., Ельс, Л. Сумний, Л. Симонов.
Помер 23 травня 1989 року у Москві; похований на Введенському цвинтарі.

## Праці
- «Вмій зберігати військову таємницю» (рос. Умей хранить военную тайну, 1945)
- «Крах кар'єри Власовського» (рос. Крушение карьеры Власовского, 1956) — у співавторстві з Валерією Герасимовою
- «Дівчина в сірій шинелі» (рос. Девушка в серой шинели, 1966) — повість про життя та подвиг Героя Радянського Союзу Олени Стемпковської
- «Будинок Павлова» (рос. Дом Павлова, 1970)
- «У новаторських пошуках» (рос. В новаторских поисках, 1976)

## Родина
- Батько — Ісомер Лейбович Соловейчик (нар. 1878) — заготівельник взуття, з сім'ї потомствених ремісників, засуджений 1899 року за участь у «таємному товаристві Харківської соціал-демократичної робітничої спілки ремісників».
- Дружина — Хана Йосипівна Гроссман (18 лютого 1908 — 12 листопада 2005) — під час війни була головним лікарем санітарного поїзда, у повоєнні роки — завідувачкою медичних складів Московського військового гарнізону, пізніше — завідувачкою однієї з московських аптек. Померла у Москві 2005 року; похована на Востряківському цвинтарі з дітьми та онуком.[4]
  - Син — Симон (1930-1996) — публіцист, викладач, теоретик педагогіки, журналіст, теле-і радіоведучий.
  - Невістка — Ніна Грантівна Аллахвердова, сценарист.
    - Онук – Артем, педагог, головний редактор газети «Перше вересня».
    - Онучка — Катерина, перекладач.
    - Онук — Матвій (8 травня 1978 — 11 червня 2014 року).